# Capanna Alzasca
Die Capanna Alzasca deutsch Alzascahütte ist eine Schutzhütte des Schweizer Alpen-Clubs der Sektion Locarno, im Kanton Tessin und kann von Someo oder von Vergeletto aus erreicht werden. 

## Geschichte
Sie bietet in der Sommerzeit in drei Zimmern Übernachtungsmöglichkeiten für 25 Personen. Der Schutzraum bietet 12 Personen Platz und ist das ganze Jahr geöffnet.
Der Zustieg von Someo dauert 3¼ Stunden, von Vergeletto aus dauert er 4½ Stunden. 
Die Hütte ist ein geeigneter Ausgangsort für Wanderungen zu zwei Bergseen oder, geeignete Ausrüstung vorausgesetzt, zum Gipfel des Pizzo Alzasca 2262 m ü. M.